# Джефферсон (округ Грін, Пенсільванія)
Джефферсон (англ. Jefferson) — місто (англ. borough) в США, в окрузі Грін штату Пенсільванія. Населення — 253 особи (2020).

## Географія
Джефферсон розташований за координатами 39°55′50″ пн. ш. 80°3′28″ зх. д. / 39.93056° пн. ш. 80.05778° зх. д. (39.930450, -80.057713).  За даними Бюро перепису населення США в 2010 році місто мало площу 0,49 км², уся площа — суходіл.

## Демографія
Згідно з переписом 2010 року, у селищі мешкало 270 осіб у 123 домогосподарствах у складі 77 родин. Густота населення становила 555 осіб/км².  Було 141 помешкання (290/км²).
Расовий склад населення:
| - 99,3 % — білих |

До двох чи більше рас належало 0,7 %. Частка іспаномовних становила 0,4 % від усіх жителів.
За віковим діапазоном населення розподілялося таким чином: 18,9 % — особи молодші 18 років, 63,3 % — особи у віці 18—64 років, 17,8 % — особи у віці 65 років та старші. Медіана віку мешканця становила 46,4 року. На 100 осіб жіночої статі у селищі припадало 100,0 чоловіків;  на 100 жінок у віці від 18 років та старших — 84,0 чоловіків також старших 18 років.
Середній дохід на одне домашнє господарство  становив 60 977 доларів США (медіана — 42 813), а середній дохід на одну сім'ю — 72 530 доларів (медіана — 53 750). Медіана доходів становила 43 750 доларів для чоловіків та 27 000 доларів для жінок. За межею бідності перебувало 10,5 % осіб, у тому числі 18,9 % дітей у віці до 18 років та 10,0 % осіб у віці 65 років та старших.
Цивільне працевлаштоване населення становило 113 осіб. Основні галузі зайнятості: освіта, охорона здоров'я та соціальна допомога — 37,2 %, сільське господарство, лісництво, риболовля — 13,3 %, публічна адміністрація — 9,7 %, мистецтво, розваги та відпочинок — 8,0 %.